# Atrapa'm si pots
Atrapa'm si pots (Atrapa'm si pots a À Punt i TV3, Agafa'm si pots a IB3, Atrápame si puedes a ETB 2, Aragón TV, Telemadrid i Canal Sur, Cógeme si puedes a Televisión Canaria i Atrápame se podes a TVG) és un concurs televisiu que s'emet en diferents televisions autonòmiques de l'estat espanyol. El programa es va estrenar a ETB 2 el 13 d'octubre de 2014.
El programa s'emet en castellà excepte a les televisions dels Països Catalans, que es fa en català.
A IB3 s'emet des d'abril de 2017 i és presentat per Llum Barrera. Aquesta va ser substituïda per Antònia Jaume de cara a la temporada 2021-2022.
A À Punt s'emet des de juny de 2018 i és presentat per Eugeni Alemany. L'humorista va ser substituït al setembre de 2021 per Carolina Ferre.
A TV3 s'emet des de novembre de 2018 i és presentat per Llucià Ferrer.